# Inna Czurikowa
Inna Michajłowna Czurikowa (ur. 5 października 1943 w Bielebiej, zm. 14 stycznia 2023 w Moskwie) – radziecka i rosyjska aktorka filmowa i teatralna. Żona rosyjskiego reżysera Gleba Panfiłowa.

## Życiorys
Urodziła się w Baszkirskiej ASRR, we wczesnych latach 50. przeprowadziła się z matką do Moskwy, gdzie ukończyła warsztaty aktorskie przy Teatrze Stanisławskiego. Po ich ukończeniu usiłowała bez powodzenia dostać się do Instytutu Teatralnego im. Borysa Szczukina. Pomyślnie zdała zaś egzamin do Szkoły Teatralnej im. M. Szczapkina Jako studentka zadebiutowała epizodyczną rolą w filmie Chmury nad Borskiem. W 1963 wystąpiła w Chodząc po Moskwie. Po ukończeniu szkoły rozpoczęła pracę w Moskiewskim Teatrze im. Leninowskiego Komsomołu, gdzie występuje jako Baba Jaga. Występowała również w epizodycznych rolach w takich filmach jak Bajka o Mrozie-Czarodzieju, Trzydzieści trzy, Miłosne kłopoty, Starsza siostra.
Pierwszą poważną rolę zagrała w 1967 roku w debiutanckim filmie swego późniejszego męża Gleba Panfiłowa pt. Trzeba przejść i przez ogień. Stworzyła w nim kreację Tani Tiotkinej, sanitariuszki z czasów wojny domowej nagrodzoną na MFF w Locarno. Po tym sukcesie wystąpiła w kolejnym filmie Panfiłowa, Początku z 1970. Wcieliła się w nim w rolę Paszy Stroganowej, robotnicy z fabryki nici, grającej w filmie realizowanym przez zakład pracy postać Joanny d’Arc. Film został doceniony na 32. MFF w Wenecji, gdzie otrzymał nagrodę Srebrnego Lwa.
W 1973 za przyczyną Marka Zacharowa rozpoczęła pracę w teatrze LENKOM. Wystąpiła tam w trakcie swojej kariery w wielu przedstawieniach, m.in. w takich jak Mewa według Antona Czechowa, Tragedia optymistyczna według Wsiewołoda Wiszniewskiego, Trzy dziewczyny w niebieskim według Ludmiły Pietruszewskiej, Wieseman Aleksandra Ostrowskiego, Miasto milionerów według Eduardo de Filippo, Gracz według Fiodora Dostojewskiego, oraz dwukrotnie w Hamlecie, w reżyserii Andrieja Tarkowskiego i Gleba Panfiłowa.
W 1975 wystąpiła w kolejnym filmie Panfiłowa, pt. Proszę o głos. Wcieliła się w nim w rolę mera prowincjonalnego miasta, walczącą o poprawę warunków bytowania. W roku 1979 występuje wspólnie z Michaiłem Uljanowem w filmie Gleba Panfiłowa pt. Temat. W 1981 występuje w roli Anny w filmie Walentyna na podstawie sztuki Wampiłowa pt. Zeszłego lata w Czulimsku. W 1983 występuje w roli tytułowej w filmie Wassa na podstawie sztuki Maksima Gorkiego Wassa Żelazowa. Obydwie ekranizacje wyreżyserował Gleb Panfiłow. W 1983 zagrała w filmie Piotra Todorowskiego pt. Romans polowy. Kreacja ta przyniosła jej Srebrnego Niedźwiedzia dla najlepszej aktorki na 34. MFF w Berlinie.
W 1990 wystąpiła w filmie Żebro Adama, w 1993 w Roku pod znakiem psa, zaś w 1994 w obrazie Kurka Riaba. Ten ostatni film w reżyserii Andrieja Konczałowskiego został nominowany do Złotej Palmy na 47. MFF w Cannes. W roku 2000 stworzyła wraz z mężem Glebem i synem Anatolijem scenariusz do Carskiej rodziny Romanowów, wyreżyserowanej przez Gleba Panfiłowa. W 2004 wystąpiła w serialu Moskiewska saga.
Zasiadała w jury konkursu głównego na 46. MFF w Cannes (1993).

## Filmografia
- 1960 Chmury nad Borskiem
- 1963 Chodząc po Moskwie
- 1964 Dziadek Mróz – Marfuszka
- 1964 Gdie ty tiepier’, Maksim?
- 1965 Miłosne kłopoty
- 1965 Trzydzieści trzy – Rosa
- 1966 Starszaja siestra
- 1966 Neułowimyje mstitieli
- 1967 Trzeba przejść i przez ogień – Tania Tiotkina
- 1970 Początek – Pasza/Joanna d’Arc
- 1975 Proszę o głos – mer Uwarowa
- 1979 Tot samyj Münchhausen – Jakobina Munchhausen
- 1979 Temat – Sasza
- 1981 Walentyna – Anna
- 1983 Wassa Żelazowna – Wassa Żeleznowa
- 1984 Martwe dusze
- 1983 Romans polowy – Wiera
- 1986 Goniec – matka Iwana
- 1989 Matka
- 1989 Hamlet – Hamlet
- 1990 Żebro Adama – Nina
- 1993 Płaszcz Kazanowy
- 1993 Rok pod znakiem psa – Wiera
- 1994 Kurka Riaba – Asia
- 1995 Szirli-Myrli – Matka Królikowa
- 2003 Idiota – Lizawieta Jepanczina
- 2003 Pobłogosławcie kobietę – Kunina
- 2004 Moskiewska saga – Mary Gradova

## Scenariusz
- 2000 Carska rodzina Romanowów

## Nagrody i odznaczenia
- Order „Za zasługi dla Ojczyzny”
- Order Sztuki i Literatury
- 1977: Zasłużony Artysta RFSRR
- 1984: Srebrny Niedźwiedź dla najlepszej aktorki (film Romans polowy)
- 1985: Ludowy Artysta RFSRR
- 1991: Ludowy Artysta ZSRR
- 1996: Państwowa Nagroda Federacji Rosyjskiej